# Stenoma consonella
Stenoma consonella es una especie de polilla del género Stenoma, orden Lepidoptera.
Fue descrita científicamente por Busck en 1935.

## Distribución
Se distribuye por Brasil.